# ورزشگاه پارک‌اشتادیون
ورزشگاه پارک‌اشتادیون (به آلمانی: Parkstadion) یک ورزشگاه فوتبال در شهر گلزنکیرشن، آلمان است.
این ورزشگاه که در سال ۱۹۷۳ تأسیس شده‌است دارای ۶۲٬۰۰۴ نفر جمعیت می‌باشد و یکی از ورزشگاه‌های جام جهانی فوتبال ۱۹۷۴ بوده‌است.